# Panzerkampfwagen I
O Sd.Kfz. 101 Panzerkampfwagen I foi um carro de combate leve projetado na Alemanha antes de 1934, quando a Alemanha sofria limitações em suas forças armadas por causa do Tratado de Versalhes, que pôs fim a Primeira Guerra Mundial. Para dissimular este descumprimento, era designado como trator agrícola.
Foi empregado na Guerra Civil Espanhola, onde se provou que não era um veículo para combate direto devido ao seu fraco armamento e fina blindagem, apesar de dar conta de tanques como o T-26 soviético usado pelos republicanos. Alguns modelos foram equipados pelas próprias tripulações com canhões Breda de 20 mm, o que aumentava seu poder de fogo significativamente.
No início da Segunda Guerra Mundial, este veículo já era considerado obsoleto, porém ainda foi utilizado nas primeiras campanhas, como a Invasão da Polônia, onde o único tanque que esse era capaz de destruir era o tanquete TK-3/TKS polonês. Foi aos poucos relegado a função de treinamento das tripulações. O chassis do veículo serviu de plataforma para canhões autopropulsados.
Foram produzidas mais de 1.800 unidades do veículo.